# Харитонов Микола Михайлович
Микола Михайлович Харитонов (рос. Николай Михайлович Харитонов; нар. 30 жовтня 1948, село Резино, Усть-Тарацький район, Новосибірська область) — російський політик-комуніст, депутат Державної Думи з 1993 року, на даний момент входить до складу фракції КПРФ. Член ПАРЄ. Кандидат економічних наук. Брав участь у президентських виборах 2004 року, на яких зайняв друге місце (13,69 % голосів виборців).

## Біографія
Закінчив Новосибірський сільськогосподарський інститут. З 1972 по 1994 рік працював агрономом, директором радгоспу «Більшовик» Мошковського району Новосибірської області.
У 1990 році обраний народним депутатом РРФСР. Входив у фракцію «Аграрний союз», депутатський блок «Народна єдність». Був членом Соціалістичної партії трудящих. У 1993 році брав участь у створенні Аграрної партії Росії, був обраний заступником голови Михайла Лапшина. У вересні — жовтні 1993 року очолював Координаційний штаб X надзвичайного (позачергового) З'їзду народних депутатів Російської Федерації, забезпечував постачання продовольством блокованого Будинку Рад. Обирався депутатом Державної Думи всіх шести скликань, при цьому на виборах 1993–2003 років по одномандатному Барабинському округу Новосибірської області, де був практично поза конкуренцією.
У 1996 році закінчив Академію народного господарства при Уряді Російської Федерації.
На президентських виборах 1996 року підтримував кандидатуру Геннадія Зюганова.
19 грудня 1999 був обраний депутатом Державної Думи третього скликання за списком КПРФ під номером 9. У Думі очолив Агропромислову депутатську групу. У травні 2000 року пленум центрального ради АПР ухвалив рішення призупинити членство Харитонова в керівних органах партії, так як він виступив різко проти відходу Аграрної партії Росії від співпраці з КПРФ. Микола Харитонов став одним з керівників Аграрно-промислового союзу Росії, який об'єднав прокомуністичні аграрні кола.
7 грудня 2003 в черговий раз обраний депутатом Державної Думи четвертого скликання за Барабинським одномандатним виборчім округом № 124 (Новосибірська область). Увійшов до складу фракції КПРФ. Обійняв посаду першого заступника голови Комітету з аграрних питань.
На з'їзді партії КПРФ обраний єдиним кандидатом від партії на президентських виборах у березні 2004 року. При таємному голосуванні на його підтримку висловилися 123 учасники з'їзду, а Геннадія Семигіна підтримали 105 учасників. За підсумками виборів посів 2 місце і 9,4 млн голосів виборців (13,69 % голосів).
У 2007 році вийшов з Аграрної партії Росії, з причини активної співпраці цієї партії з «Єдиною Росією».
Увійшов в загальнофедеральних список КПРФ під третім номером на думських виборах 2007 року. 29 листопада 2008 став членом КПРФ на XIII з'їзді, а 30 листопада обраний членом президії ЦК КПРФ.
У 2011 році знову обраний депутатом Державної Думи шостого скликання, в якій він очолив комітет з регіональної політики та проблем Півночі і Далекого Сходу Держдуми шостого скликання. Член ПАРЄ.
У 2008 році імідж політика був неабияк зіпсований гучною історією з автомобільною аварією, після якої КПРФ не стала включати його до виборчого списку на виборах в Новосибірську. Очолював регіональні виборчі списки (суб'єктові трійки) в Республіці Марій Ел (жовтень 2009 року), Республіці Алтай (березень 2010 року), Оренбурзької області (березень 2011 року).
У листопаді 2018 року російські депутати від «Єдиної Росії» та Комуністичної партії спільно схвалили проект резолюції, спрямованої на виправдання радянського вторгнення до Афганістану, а також визнання недійсною резолюції З’їзду народних депутатів Радянського Союзу 1989 року, яка засуджувала інтервенцію. Комуністичний депутат Микола Харитонов привітав це рішення як перемогу «історичної правди».

## Цитати
|  | В перші ж дні, коли почалася українська окупація, заходили в селища і ґвалтували старих і малих, дівчат і бабусь, і казали щоби ніколи ви не народжували росіян |

## Особисте життя
Харитонов захоплюється полюванням і спортом (у 1994 році він виступив одним з організаторів думської футбольної команди).

## Сім'я
З 1972 одружений з Ніною Харитоновою.
У Миколи Харитонова чотири доньки. Одна з них Ніна Миколаївна

## Санкції
23 лютого 2022 року, на тлі вторгнення Росії в Україну, занесений до списку санкцій Євросоюзу, оскільки "підтримував і проводив дії та політику, які підривають територіальну цілісність, суверенітет і незалежність України, які ще більше дестабілізують Україну".
Пізніше, за аналогічними підставами, внесений до санкційних списків США, Великої Британії, Канади, Швейцарії, Австралії, Японії, України та Нової Зеландії.

## Нагороди, почесні звання
- Медаль «За трудову доблесть»;
- Медаль «У пам'ять 850-річчя Москви»;
- Пам'ятна медаль «90 років Радянських Збройних Сил»;
- Заслужений працівник сільського господарства Російської Федерації;
- Заслужений працівник фізичної культури РРФСР;
- Магістр державної служби;
- Почесна грамота Державної Думи.

У грудні 2000 року наказом директора ФСБ Росії Н. П. Патрушева присвоєно звання полковника.